# Dick Martin (artiste)
Pour les articles homonymes, voir Dick Martin (homonymie).
Dick Martin, né le 29 juin 1927 et mort le 24 février 1990, était un artiste américain, connu pour ses illustrations des romans sur le pays d'Oz. Il écrit et illustra notamment The Ozmapolitan of Oz, publié en 1986 par l'International Wizard of Oz Club.
Il fut le coauteur de The Oz Scrapbook en 1977 et fut un fan actif d'Oz. Il fut président, vice-président, directeur et éditeur de l'International Wizard of Oz Club. Il fut connu pour avoir organisé jusqu'à sa mort les réunions du club.